# Natación en aguas abiertas

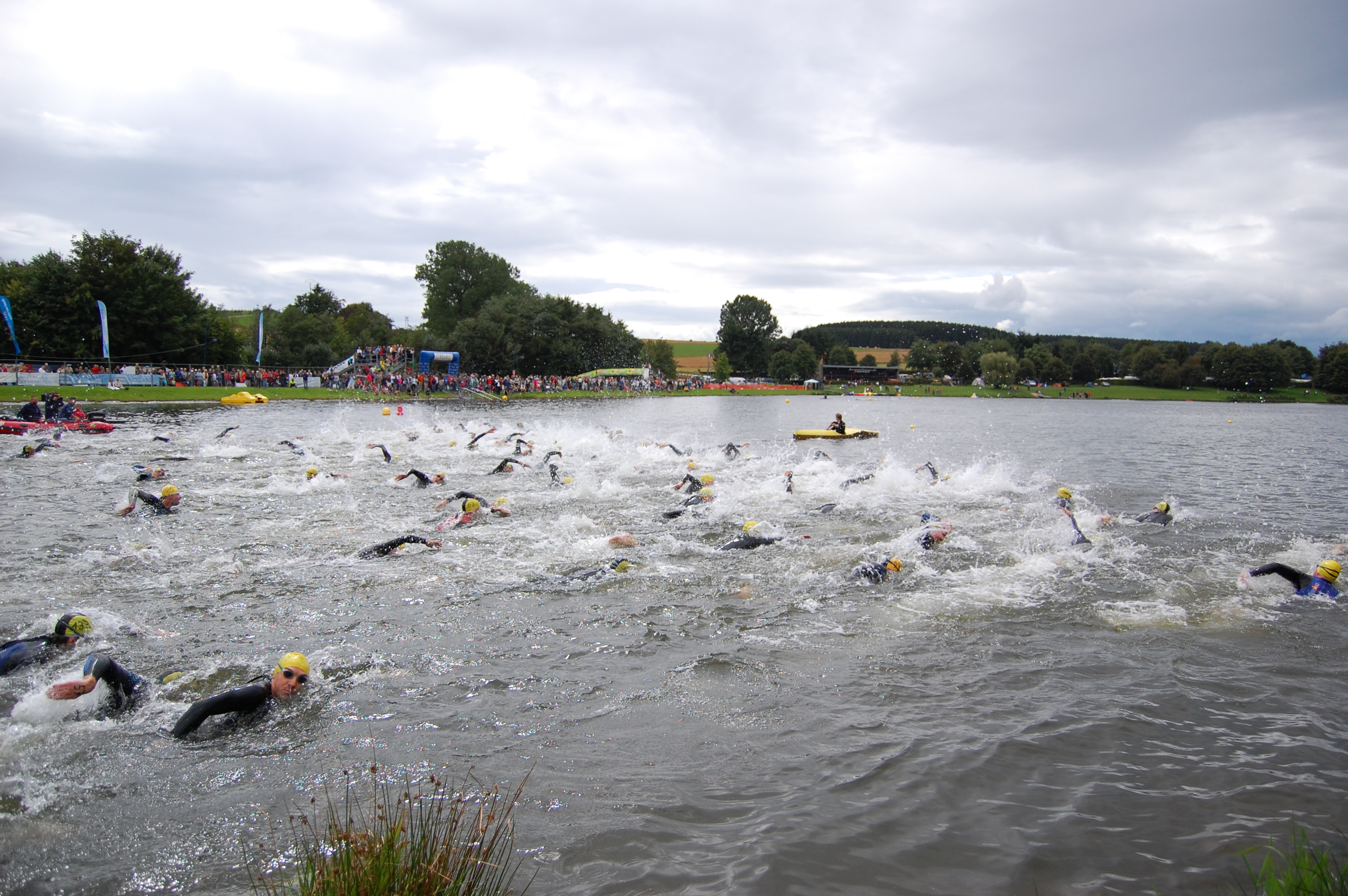
Triatletas nadando en aguas abiertas.

La natación en aguas abiertas es una disciplina de natación que consiste en nadar en lugares abiertos como el mar, lagos o ríos.
También se le conoce como maratón acuático.
El comienzo de la era moderna de la natación en aguas abiertas se considera el 3 de mayo de 1810, cuando Lord Byron nadó varios kilómetros para cruzar el estrecho de los Dardanelos desde Europa hasta Asia.
En la primera edición de los Juegos Olímpicos las competiciones de natación se realizaron en la bahía de Zea. En el 2000, los Juegos Olímpicos incluyeron por primera vez la competición de triatlón con 1500 metros de natación en aguas abiertas, y en 2008, se incluyó la competición de 10 km en aguas abiertas. La FINA incluye los eventos de aguas abiertas desde 1992. Los campeonatos mundiales de natación en aguas abiertas se llevaron a cabo desde el 2000 hasta 2010. Desde 2007, la Copa del mundo de 10 km natación en aguas abiertas se realiza en diferentes lugares del globo. 
La popularidad de las aguas abiertas ha crecido en años recientes con la publicación de superventas como "Wild Swimming" por autores como Kate Rew y Daniel Start, y "Waterlogs" por Roger Deakin. 
Eventos como "The Midmar Mile" en Sudáfrica, y "Great swim"  en el Reino Unido, han ayudado a crear y hacer crecer el interés en las aguas abiertas. 
Suele ser más exigente y demanda un mayor esfuerzo físico que la natación en piscina debido a que los cuerpos naturales de agua tienen movimientos a veces muy fuertes incluso para un nadador experimentado (corrientes, resaca, remolinos, oleaje, etc.); así como el riesgo de sufrir de ataques por parte de animales acuáticos peligrosos como tiburones, morenas, anguilas eléctricas, medusas, pirañas/caribes, cocodrilos, etc. Sumando este factor a los largos recorridos es lo que ha motivado que también sea denominada maratón de natación.
El Estrecho de Gibraltar es uno de los retos más comunes que se plantean aquellos nadadores que realizan travesías de distancia larga.
Es una travesía con unas condiciones que la hacen especial en comparación con otras travesías de la misma distancia,  las corrientes, la temperatura del agua, el paso de cetáceos, buques, aves… hacen que las medidas de seguridad sean especiales.
La distancia más corta del Estrecho de Gibraltar desde la Punta de Oliveras (España) hasta Punta Cires (África) es de 14,4 km, aunque por las características del cruce y sus fuertes corrientes, se puede nadar entre 18,5 y 22 km.